# Eufriesea purpurata
Eufriesea purpurata é uma espécie de abelha da tribo Euglossini. Indivíduos dessa espécie se mostraram capazes de coletar até 2 mg de DDT, uma quantia considerável em relação a seu peso. Os machos usam fragrâncias aromáticas coletadas de certas orquídeas, e pensa-se que essas substâncias tem importância na disputa de território e na corte. Foi descoberta em 1896 por Alexander Mocsáry.

## Resistência a DDT
Em 1979, durante estudos na Bacia Amazônica, pesquisadores notaram grupos de abelhas se acumulando nas paredes de casas remotas que eram dedetizadas frequentemente com DDT para controle de malária. Essas abelhas eram conhecidas pelos moradores locais como insetos que se alimentavam do inseticida e, por meio de estudos, mostrou-se que elas de fato não sofrem efeitos aparentes sob a ação da substância.
O diclorofeniltricloroetano(DDT) é relativamente não-tóxico a abelhas produtoras de mel, mas essas não sentem atração pela substância e apresentam baixa concentração dela em seus organismos.
A concentração de DDT presente em espécimes machos analisados de E. purpurata, no entanto, variou entre 23 e 314 μg por abelha, quantidade até doze vezes mais alta que a dose letal mediana(DL50) de DDT da Apis mellifera, mas incapaz de causar qualquer efeito na E. purpurata que não só é resistente, como se sente atraída por DDT. Um indivíduo é capaz de carregar 2 000 μg da substância.